# Иден (Камбрија)
Иден (енгл. River Eden) је река у Уједињеном Краљевству, у Енглеској. Дуга је 145 km. Улива се у Ирско море. 